# Žučnjak
Žučnjak ili žučni mjehur (lat. vesica fellea, vesica biliaris) maleni je organ u obliku kruške smješten ispod jetre. Tu se prikuplja i pohranjuje žuč - tekućina koju stvara jetra, a sastoji se od žučnih soli, elektrolita, bilirubina (razgradni produkt hemoglobina), kolesterola, i drugih lipida. Također sadržava metabolite i razgradne produkte ksenobiotika (lijekovi i otrovi). Žuč služi kao emulgator za masti i vitamine topljive u uljima u probavnom traktu i omogućava bolju apsorpciju masnih tvari iz crijeva.
Olakšava probavu masti.
Iz žučne vrećice, žuč, žučovodom dospijeva do dvanaesnika. Prije spoja s duodenumom žučovod se spaja sa sabirnim vodom iz gušterače. Žuč se izlučuje iz žučnog mjehura na signal da su masnoće ušle u dvanaesnik - žučni se mjehur stisne i ubrizgava žuč u lumen dvanaesnika (duodenuma).

## Bolesti
Najčešće bolesti žučnog sustava su kamenac u žučnom mjehuru (kolelitijaza) i kamenac u žučovodu (koledokolitijaza). Ti kamenci se najvećim dijelom sastoje od kolesterola. Kada žuč postane prezasićena kolesterolom on se počinje kristalizirati stvarajući kristale koji imaju tendenciju rasta. Ovakvo stanje može nastati zbog genske sklonosti ili nepravilne prehrane.
Kamenac u žuči može dugo postojati ne prouzročujući probleme. Dok su maleni kristali ne uzrokuju probleme, čak mogu proći kroz žučovod ući u tanko crijevo i putem crijeva napustiti organizam.
Međutim, ako kamenac postane prevelik može se zaglaviti u žučovodu. Tada osoba dobiva napadaj jake boli. Takva bol se naziva kolika. Također, osoba može imati mučninu i povraćanje. Dugotrajno začepljenje ima za posljedicu brojne komplikacije: akutni i kronični kolecistitis, opstrukcija funkcije jetre, (jer žuč ne može ući u duodenum nego se vraća u jetru, ulazi u krvotok uzrokujući žuticu), a također i loša probava zbog loše apsorpcije masnih tvari iz crijeva. U liječenju žučnih kamenaca arsenal farmakoloških sredstava je skroman. Najčešće je potrebna kirurška intervencija (kolecistektomija). Lijekovi koji se primjenjuju u ovom slučaju imaju za cilj otopiti žučne kamence. Takvi lijekovi su kenodeoksikolna kiselina i ursodeoksikolna kiselina.
- Empijem žučnjaka
- Hidrops žučnjaka

|  | Molimo pročitajte upozorenje o korištenju medicinskih informacija. Ne provodite liječenje bez savjetovanja s liječnikom! |